# Dragon (космический корабль)
Dragon (с англ. — «дракон»), также известный как Dragon 1 — американский частный, частично многоразовый беспилотный транспортный космический корабль, разработанный компанией SpaceX в рамках программы НАСА Commercial Orbital Transportation Services (COTS) и предназначенный для доставки полезного груза на Международную космическую станцию (МКС) и возврата его из космоса на Землю.
Необходимость в новых грузовых кораблях возникла у США по причине прекращения полётов Шаттлов.
На 2020 год (начиная с 2012 года) Dragon является единственным в мире грузовым космическим кораблём, возвращающим грузы с МКС на Землю.
Начиная с 2010 года корабль был запущен 22 раза; cуммарно на станцию кораблями Dragon доставлено около 43 тонн полезного груза и возвращено на Землю около 33 тонн.
Всего было изготовлено 13 кораблей Dragon, в девяти миссиях корабль использовался повторно: 3 капсулы летали дважды и 3 капсулы — трижды. Одна из миссий, SpaceX CRS-7, завершилась неудачей из-за аварии ракеты-носителя.
7 марта 2020 года стартовала миссия SpaceX CRS-20, которая стала последним полётом корабля Dragon первого поколения;
начиная со второй фазы контракта CRS (миссия SpaceX CRS-21) компания SpaceX перешла на использование грузовой версии корабля Dragon 2.

## История
SpaceX начала разработку космического корабля Dragon в конце 2004 года.
В 2006 году компания SpaceX стала одним из победителей конкурса, проводимого NASA по программе Commercial Orbital Transportation Services (COTS). В рамках соглашения компания получила около 396 млн долларов для завершения разработки и демонстрации ракеты-носителя Falcon 9 и корабля Dragon. Соглашение включало 3 тестовые миссии для сертификации ракеты-носителя и космического корабля на программу Commercial Resupply Services (CRS) по снабжению МКС. Впоследствии вторая и третья демонстрационные миссии были объединены в одну.
12 августа 2010 года в районе залива Морро на тихоокеанском побережье США были успешно проведены испытания парашютной системы космического корабля Dragon. Капсула была поднята на вертолёте на высоту 4,2 км и сброшена вниз. Тормозные и основные парашюты сработали штатно, нормально опустив аппарат на поверхность океана. При этом астронавты в корабле будут испытывать при приводнении перегрузки не более 2—3 g.
25 мая 2012 года, в 16:02 UTC, корабль Dragon был пристыкован к модулю Гармония, в рамках демонстрационной миссии SpaceX COTS Demo Flight 2/3. Dragon стал первым частным космическим кораблём, пристыкованным к Международной космической станции.
Согласно контракту, заключенному между NASA и «SpaceX» по программе Commercial Resupply Services, последняя должна была осуществить 12 штатных миссий на МКС, но в марте 2015 года NASA приняла решение продлить контракт ещё на три миссии в 2017 году. Сумма контракта с NASA около 1,6 млрд долларов (увеличилась до около 2 млрд после продления).
8 октября 2012 года корабль Dragon отправился к Международной космической станции в рамках миссии SpaceX CRS-1. Это первый в истории полёт космического транспорта с коммерческой миссией к МКС.
30 мая 2014 года Илон Маск представил пилотируемую версию космического корабля Dragon, названную Dragon V2.
В декабре 2015 компания SpaceX получила контракт общей стоимостью около 700 млн долларов на ещё 5 миссий корабля Dragon к Международной космической станции. Дополнительные миссии позволят обеспечить снабжение станции до 2019 года включительно, когда стартует вторая фаза программы Commercial Resupply Services.
14 января 2016 года NASA определила компанию SpaceX как одного из победителей конкурса второй фазы программы снабжения МКС Commercial Resupply Services 2 (CRS2), что обеспечило космическому кораблю Dragon как минимум 6 грузовых миссий с возможностью продления контракта. Предложение компании включает 2 варианта миссий с различными способами стыковки со станцией: стандартным, с использованием манипулятора Канадарм2 и автоматическим, с использованием стыковочного порта для пилотируемых кораблей. Также предложена возможность посадки корабля на землю с использованием собственных двигателей SuperDraco, что позволит ускорить доступ к возвращаемому грузу.
7 марта 2020 года стартовала миссия SpaceX CRS-20, которая станет последним полётом корабля Dragon первого поколения; начиная со второй фазы контракта CRS (миссия SpaceX CRS-21) компания SpaceX переходит на использование грузовой версии корабля Dragon 2.

## Описание
Космический корабль Dragon состоит из герметичного (командного-агрегатного) отсека конической формы и негерметичного отсека для размещения больших грузов и одноразового оборудования корабля — солнечных батарей и радиаторов системы охлаждения. Энергоснабжение корабля обеспечивается солнечными батареями и аккумуляторами. В отличие от других возвращаемых космических кораблей («Аполлон», «Союз», а также разрабатываемых «Орион», CST-100 и «Орел»), Dragon является практически моноблочным кораблем. Двигательная установка, топливные баки, аккумуляторы и другое оборудование агрегатного отсека возвращается вместе с кораблем, что является уникальным. В грузовой версии корабля стыковка с МКС, ввиду отсутствия системы автономной стыковки, осуществляется тем же образом, что и стыковка японского HTV, с помощью манипулятора «Канадарм2». Теплоизоляционный щит герметичного отсека абляционный, его испарение уносит с собой тепловую энергию. Негерметичный отсек отстыковывается перед завершением миссии и сгорает в атмосфере.
В контракте CRS1 заключенного в 2008 году грузовая версия корабля Dragon имеет максимальную грузоподъемность к МКС 3500 кг, распределенных между герметичным и негерметичным отсеками или 3000 кг - целиком в герметичном. Максимальная грузоподъемность при возвращении в герметичном отсеке составляет 2500 кг, что обусловлено парашютной системой.
Космический корабль Dragon разрабатывается в нескольких модификациях: грузовой (в этом варианте он используется сейчас), пилотируемой «Dragon v2» (экипаж до 7 человек), грузо-пассажирской (экипаж 4 человека + 2,5 тонны грузов), максимальная масса корабля с грузом на МКС может составлять 7,5 тонн, и модификация для автономных полётов (DragonLab).
Предполагается, что для корабля Dragon будет создана уникальная система аварийного спасения (САС), размещающаяся не на мачте над космическим кораблем, а в самом корабле. По заявлению главы и генерального конструктора SpaceX Илона Маска, двигатели САС, возможно, будут использованы при посадке космического корабля на сушу.

## Конструкция
При сборке космического корабля Dragon широко используются современные композитные материалы, с целью снижения веса и придания дополнительной прочности конструкции.
В грузовой версии корабля используется одноразовый носовой конус. Конус защищает корабль и стыковочный механизм в плотных слоях атмосферы после старта ракеты-носителя и отсоединяется вскоре после начала работы верхней ступени.
Используемый стыковочный механизм называется Common Berthing Mechanism и используется для всех грузовых кораблей, стыкующихся с американской частью Международной космической станции. Кроме того, этот же механизм стыковки используется для всех модулей МКС, за исключением российских. На корабле Dragon установлена пассивная часть механизма стыковки, активная часть встроена в узловые модули Юнити, Гармония, Спокойствие.
Для доступа в герметичный отсек имеются 2 люка, верхний (основной) и боковой.
Служебный отсек располагается по периметру нижней части капсулы космического корабля. В нём размещены двигатели Draco, баки с топливом для двигателей, бортовые компьютеры, аккумуляторные батареи.
Кроме того, там же находится сенсорный отсек, люк которого выходит наружу корабля и находится под боковым люком. Крышка люка закрыта во время взлета и посадки, открывается в космосе и фиксируется в открытом положении. В отсеке находятся датчики систем управления, навигации и контроля корабля. С внутренней стороны крышки люка находится специальное устройство для захвата и фиксации корабля манипулятором Канадарм2.
Система поддержания внутренней среды способна обеспечивать в герметичном отсеке давление от около 1 атм (13,9—14,9 psi), температуру от 10 до 46 °С и влажность от 25 до 75 %.
Электроснабжение корабля обеспечивается солнечными и аккумуляторными батареями.
Солнечные батареи находятся снаружи негерметического грузового отсека. Во время старта и полёта в атмосфере скрыты под специальными защитными чехлами. После отстыковки корабля от верхней ступени Falcon 9 чехлы отсоединяются, и панели солнечных батарей раскрываются в 2 широких крыла с общим размахом 16,5 м. В среднем вырабатывают 1,5—2 кВт электроэнергии, с максимумом до 4 кВт. 4 литий-полимерные аккумуляторные батареи обеспечивают корабль питанием во время взлёта, посадки и отсутствия солнечного света на орбите.

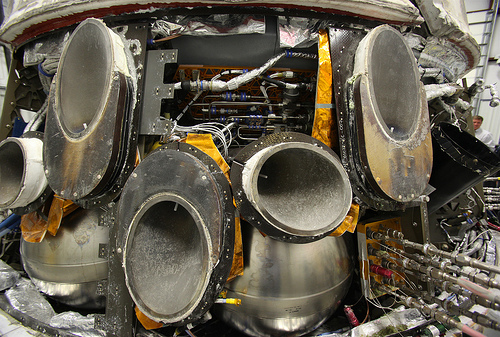
Двигатели Draco

Для орбитальных манёвров используются 18 двигателей Draco. Двигательная установка разбита на 4 отдельных блока, 2 блока насчитывают по 4 Draco и 2 блока — по 5. Двигатели продублированы по всем осям направления. Для работы двигателей используется самовоспламеняющаяся смесь монометилгидразина и тетраоксида диазота, позволяющая получить тягу 400 Н каждый.
Негерметический грузовой контейнер имеет полезный объём 14 м3 и может быть использован для транспортировки крупногабаритных грузов. Кроме находящихся на его корпусе солнечных батарей, в контейнере находятся радиаторы системы терморегуляции корабля. Негерметический контейнер не возвращается на Землю, он отделяется от капсулы незадолго до входа корабля в атмосферу и сгорает.
В первых полётах грузовой версии корабля Dragon использовался теплоизоляционный щит из материала PICA-X первого поколения, позже начали использовать второе поколение.  Третье поколение PICA-X планируется для использования на пилотируемой версии Dragon V2. Материал PICA (от англ. phenolic-impregnated carbon ablator) является композитным материалом, состоящим из углеродного волокна, пропитанного фенолформальдегидной смолой и предназначен для абляционной защиты корабля при его торможении в атмосфере. Материал PICA-X разработан SpaceX в сотрудничестве с исследовательским центром Эймса.
Грузовой Dragon использует парашютную схему приземления. На высоте 13,7 км выпускаются два тормозных парашюта, которые замедляют и стабилизируют капсулу, после чего на высоте около 3 километров открываются 3 основных парашюта, которые снижают скорость приземления до 17—20 км/ч перед приводнением в океане.

## Знаковые миссии

### Первый запуск ракеты-носителя
Первый запуск Falcon 9 состоялся 4 июня 2010 года с мыса Канаверала в 18:45 UTC. В 18:54 вторая ступень ракеты-носителя успешно вышла на орбиту. Ракета была запущена со второй попытки, первый запуск был отменён за несколько секунд до старта из-за технической неполадки. Во время первого полёта Falcon 9 на ракету-носитель был установлен массо-габаритный макет корабля Dragon (Dragon Qualification Spacecraft) для проведения аэродинамических испытаний.
Вторая ступень ракеты-носителя с установленным на нём макетом корабля Dragon вышла на близкую к расчётной низкую околоземную орбиту с параметрами:
- наклонение — 34,5°;
- минимальная высота (в перигее) — 245,0 км;
- максимальная высота (в апогее) — 272,8 км;
- период обращения — 89,52 мин.

Первый запуск Falcon 9 был не очень успешным. Например, после включения разгонного блока появилось заметное смещение по крену.

### Первый орбитальный полёт
8 декабря 2010 года, в 15:43 UTC с мыса Канаверал успешно стартовала ракета-носитель Falcon 9 с космическим кораблём Dragon на борту. Через 10 минут после старта, на высоте около 300 км корабль достиг орбиты и отделился от носителя.
Корабль дважды облетел Землю со скоростью около 7,73 км/с (более 27 300 км/ч), после чего пошёл на снижение. Капсула вошла в атмосферу и согласно плану полёта, раскрыв парашюты, приводнилась в Тихом океане в 19:04 UTC.
В течение миссии были представлены возможности Dragon по переходу с орбиты на орбиту, а также передача телеметрии, прохождение команд, выдача импульса на сход с орбиты и приводнение с использованием парашютной системы в Тихий океан недалеко от побережья Калифорнии.
На борту корабля Dragon находился «совершенно секретный груз», информация о котором была раскрыта только после приводнения капсулы. Как оказалось, это была головка сыра, которая находилась в специальном контейнере, прикрученном к полу спускаемого аппарата.

### Первый полёт к МКС
Ракета-носитель Falcon 9 с космическим кораблём Dragon после нескольких переносов стартовала с космодрома на мысе Канаверал 22 мая 2012 года в 07:44 UTC, спустя несколько минут космический корабль отделился от второй ступени ракеты и успешно вышел на промежуточную орбиту. 25 мая 2012 года, в 13:56 UTC, корабль осуществил сближение с МКС до дистанции 10 метров, был захвачен манипулятором «Канадарм2», установленным на модуле «Спокойствие», и успешно пристыкован.
В ходе этой миссии предполагалось проверить работу бортовых датчиков, радиосвязь и управление с борта МКС. Корабль осуществил в автоматическом режиме сближение со станцией, после чего экипаж станции с помощью манипулятора «Канадарм2» осуществил захват корабля и его стыковку. Космический корабль Dragon был пристыкован к модулю «Гармония» на стороне, обращённой к Земле. Корабль доставил на МКС 520 килограммов груза — «необязательные» предметы, без которых экипаж в случае провала миссии смог бы легко обойтись. Корабль Dragon находился в составе станции в течение 5 дней 16 часов и 5 минут. Завершающий этап миссии предусматривал отстыковку космического корабля 31 мая, сход его с орбиты и приводнение в Тихом океане около побережья штата Калифорния, и был успешно завершён в 15:42 UTC.
По успешным результатам второго тестового полёта от третьего тестового полёта было принято решение отказаться.

### Первый коммерческий рейс к МКС
Первый коммерческий старт корабля к МКС был произведён 8 октября 2012 года. Запуск состоялся с космодрома на мысе Канаверал во Флориде в 00:35 UTC. Космический корабль Dragon состыковался с МКС 10 октября.
Корабль доставил на МКС примерно 450 килограммов полезного груза, в том числе материалы для проведения 166 научных экспериментов. Обратно на Землю Dragon успешно вернул около 900 килограммов груза, среди которого списанные детали станции, а также свыше 330 килограммов результатов научных исследований.
Корабль отстыковался от МКС 28 октября 2012 года в 11:19 UTC и вернулся на Землю, приводнившись в акватории Тихого океана в 19:22 UTC на расстоянии около 300 км от побережья Калифорнии.
Заключённый между компанией SpaceX и NASA контракт Commercial Resupply Services (CRS), оценочной стоимостью в 1,6 миллиарда долларов, предполагал 12 полётов к МКС, начиная с рейса SpaceX CRS-1.

## Список полётов
| №              | Корабль (полет) | Название миссии      | (UTC)        | (UTC)               | (UTC)            | Продолжительность, сутки | Полезная нагрузка, кг | Полезная нагрузка, кг | Логотип SpaceX | Логотип NASA |
| -------------- | --- | -------------------- | ------------ | ------------------- | ---------------- | ------------------------ | --------------------- | --------------------- | -------------- | ------------ |
| №              | Корабль (полет) | Название миссии      | дата запуска | дата стыковки с МКС | дата приземления | Продолжительность, сутки | на МКС                | с МКС                 | Логотип SpaceX | Логотип NASA |
| В рамках COTS  | |                      |              |                     |                  |                          |                       |                       |                |              |
| 1              | C101 (1) | COTS Demo Flight 1   | 08.12.2010   | —                   | 08.12.2010       | —                        | —                     | —                     |                |              |
| 1              | Первая миссия Dragon (без грузового отсека), второй запуск Falcon 9 v1.0. |                      |              |                     |                  |                          |                       |                       |                |              |
| 2              | C102 (1) | COTS Demo Flight 2/3 | 22.05.2012   | 25.05.2012          | 31.05.2012       | 9                        | (520)                 | 660                   |                |              |
| 2              | Первая миссия с оснащением космического корабля, первое приближение и стыковка к МКС. |                      |              |                     |                  |                          |                       |                       |                |              |
| В рамках CRS-1 | |                      |              |                     |                  |                          |                       |                       |                |              |
| 3              | C103 (1) | SpaceX CRS-1         | 07.10.2012   | 10.10.2012          | 28.10.2012       | 20                       | (454)                 | 905                   |                |              |
| 3              | Первая коммерческая миссия к МКС по программе Commercial Resupply Services. |                      |              |                     |                  |                          |                       |                       |                |              |
| 4              | C104 (1) | SpaceX CRS-2         | 01.03.2013   | 03.03.2013          | 26.03.2013       | 25                       | (677) + 373           | 1370                  |                |              |
| 4              | Вторая коммерческая миссия к МКС. Первое использование негерметичного отсека корабля. |                      |              |                     |                  |                          |                       |                       |                |              |
| 5              | C105 (1) | SpaceX CRS-3         | 18.04.2014   | 20.04.2014          | 18.05.2014       | 30                       | (1518) + 571 + 28     | 1563                  |                |              |
| 5              | Третья коммерческая миссия к МКС в рамках контракта. Первый запуск к МКС с использованием новой версии ракеты-носителя Falcon 9 v1.1. |                      |              |                     |                  |                          |                       |                       |                |              |
| 6              | C106 (1) | SpaceX CRS-4         | 21.09.2014   | 23.09.2014          | 25.10.2014       | 34                       | (1627) + 589          | 1486                  |                |              |
| 6              | Четвёртая коммерческая миссия к МКС в рамках контракта. Впервые на борту КК Dragon летят животные — 20 мышей. |                      |              |                     |                  |                          |                       |                       |                |              |
| 7              | C107 (1) | SpaceX CRS-5         | 10.01.2015   | 12.01.2015          | 11.02.2015       | 31                       | (1901) + 494          | 1662                  |                |              |
| 7              | Пятая коммерческая миссия к МКС в рамках контракта. В негерметичном отсеке доставлена Cloud-Aerosol Transport System (CATS) предназначенная для мониторинга и измерения аэрозолей в земной атмосфере после установки на модуль Кибо. |                      |              |                     |                  |                          |                       |                       |                |              |
| 8              | C108 (1) | SpaceX CRS-6         | 14.04.2015   | 17.04.2015          | 21.05.2015       | 36                       | (2015)                | 1370                  |                |              |
| 8              | Шестая коммерческая миссия к МКС в рамках контракта. На борту КК Dragon на МКС доставлены животные — 20 мышей. |                      |              |                     |                  |                          |                       |                       |                |              |
| 9              | C109 (1) | SpaceX CRS-7         | 28.06.2015   |                     |                  |                          | (1951) + 526          |                       |                |              |
| 9              | Седьмая коммерческая миссия к МКС в рамках контракта. Взрыв ракеты-носителя через 2 минуты 19 секунд после запуска двигателей. В негерметичном отсеке планировалось доставка на МКС стыковочного адаптера IDA-1 для будущих пилотируемых космических кораблей Dragon V2 и CST-100. |                      |              |                     |                  |                          |                       |                       |                |              |
| 10             | C110 (1) | SpaceX CRS-8         | 08.04.2016   | 10.04.2016          | 11.05.2016       | 32                       | (1723) + 1413         | ~1700                 |                |              |
| 10             | Восьмая коммерческая миссия к МКС. Наибольшая масса полезной нагрузки, доставленная кораблём Dragon на станцию (3136 кг). В негерметичном отсеке на МКС доставлен экспериментальный модуль BEAM, который подсоединён к модулю Спокойствие. |                      |              |                     |                  |                          |                       |                       |                |              |
| 11             | C111 (1) | SpaceX CRS-9         | 18.07.2016   | 20.07.2016          | 26.08.2016       | 39                       | (1790) + 467          | 1547                  |                |              |
| 11             | Девятая коммерческая миссия к МКС. В ходе миссии на МКС доставлены продовольствие и материалы для проведения научных экспериментов, в том числе 12 мышей для исследования Mouse Epigenetics, которые вернулись на Землю на корабле месяц спустя, а также доставлен новый стыковочный адаптер IDA-2, который позволит осуществлять стыковки американских пилотируемых космических кораблей Crew Dragon и CST-100 Starliner со станцией. |                      |              |                     |                  |                          |                       |                       |                |              |
| 12             | C112 (1) | SpaceX CRS-10        | 19.02.2017   | 23.02.2017          | 19.03.2017       | 28                       | (1530) + 960          | 1652 + 811            |                |              |
| 12             | Десятая коммерческая миссия к МКС. В ходе миссии на МКС доставлено 732 кг научной аппаратуры и образцов для экспериментов, 296 кг провизии для экипажа, 382 кг оборудования для американского и 22 кг для российского сегмента станции, а также 11 кг компьютерной техники и 10 кг аппаратуры для выполнения выходов в открытый космос. В негерметичном отсеке на станцию доставлены внешние исследовательские инструменты STP-H5 LIS и SAGE III. На обратном пути корабль доставил на Землю образцы биологических и биотехнологических опытов, результаты научных исследований и познавательных программ. |                      |              |                     |                  |                          |                       |                       |                |              |
| 13             | C106 (2) | SpaceX CRS-11        | 03.06.2017   | 05.06.2017          | 03.07.2017       | 29                       | (1665) + 1002         | более 1860            |                |              |
| 13             | В этой миссии впервые повторно используется спускаемая капсула корабля Dragon, вернувшегося после миссии снабжения SpaceX CRS-4. Основные структурные элементы корабля (герметичный отсек, двигатели Draco, топливные баки, проводка и часть авионики) остались прежними. Были заменены пострадавшие от солёной воды аккумуляторные батареи и теплозащитный экран. В негерметичном отсеке корабля на станцию доставлены внешние приборы: ROSA, NICER и MUSES. |                      |              |                     |                  |                          |                       |                       |                |              |
| 14             | C113 (1) | SpaceX CRS-12        | 14.08.2017   | 16.08.2017          | 17.09.2017       | 32                       | (1652) + 1258         | 1720                  |                |              |
| 14             | Последний новый корабль Dragon первого поколения, в дальнейших миссиях планируют использовать уже летавшие ранее возвращаемые капсулы. В негерметичном отсеке на станцию доставлен инструмент для изучения космических лучей, CREAM. |                      |              |                     |                  |                          |                       |                       |                |              |
| 15             | C108 (2) | SpaceX CRS-13        | 15.12.2017   | 17.12.2017          | 13.01.2018       | 29                       | (1560) + 645          | 1850                  |                |              |
| 15             | Вторая миссия с повторно используемой спускаемой капсулой корабля Dragon, используется капсула после миссии снабжения SpaceX CRS-6. В негерметичном отсеке: Total and Spectral Solar Irradiance Sensor (TSIS) и Space Debris Sensor (SDS). При возвращении в одноразовом негерметичном отсеке было утилизировано наружное оборудование ISS-RapidScat доставленное миссией CRS-4. |                      |              |                     |                  |                          |                       |                       |                |              |
| 16             | C110 (2) | SpaceX CRS-14        | 02.04.2018   | 04.04.2018          | 05.05.2018       | 31                       | (1721) + 926          |                       |                |              |
| 16             | Миссия с повторно используемой спускаемой капсулой корабля Dragon, используется капсула после миссии снабжения SpaceX CRS-8, так же повторное использование первой ступени от SpaceX CRS-12. |                      |              |                     |                  |                          |                       |                       |                |              |
| 17             | C111 (2) | SpaceX CRS-15        | 29.06.2018   | 02.07.2018          | 03.08.2018       | 32                       | (1712) + 985          |                       |                |              |
| 17             | Миссия с повторно используемой спускаемой капсулой корабля Dragon, используется капсула после миссии снабжения SpaceX CRS-9, так же повторное использование первой ступени B1045 от миссии TESS. |                      |              |                     |                  |                          |                       |                       |                |              |
| 18             | C112 (2) | SpaceX CRS-16        | 05.12.2018   | 08.12.2018          | 14.01.2019       | 40                       | (1598) + 975          |                       |                |              |
| 18             | Повторно используется спускаемая капсула корабля Dragon, вернувшаяся после миссии снабжения SpaceX CRS-10. В негерметичном контейнере на станцию доставлены внешний инструмент GEDI и эксперимент RRM3. |                      |              |                     |                  |                          |                       |                       |                |              |
| 19             | C113 (2) | SpaceX CRS-17        | 04.05.2019   | 06.05.2019          | 03.06.2019       | 30                       | (1517) + 965          | более 1900            |                |              |
| 19             | Повторно используется спускаемая капсула корабля Dragon, вернувшаяся после миссии снабжения SpaceX CRS-12. В негерметичном контейнере на станцию доставлены внешняя углеродная обсерватория OCO-3 и демонстратор технологий STP-H6. |                      |              |                     |                  |                          |                       |                       |                |              |
| 20             | C108 (3) | SpaceX CRS-18        | 25.07.2019   | 27.07.2019          | 27.08.2019       | 31                       | (1778) + 534          |                       |                |              |
| 20             | Третий полёт для возвращаемой капсулы корабля, которая ранее использовалась для миссий CRS-6 и CRS-13 в апреле 2015 и декабре 2017 года, соответственно. Выполнена доставка на МКС нового стыковочного адаптера IDA-3. |                      |              |                     |                  |                          |                       |                       |                |              |
| 21             | C106 (3) | SpaceX CRS-19        | 05.12.2019   | 08.12.2019          | 07.01.2020       | 33                       | (1693) + 924          | 1600                  |                |              |
| 21             | Третий полёт для возвращаемой капсулы корабля, которая ранее использовалась для миссий CRS-4 и CRS-11 в сентябре 2014 и июне 2017 года, соответственно. |                      |              |                     |                  |                          |                       |                       |                |              |
| 22             | C112 (3) | SpaceX CRS-20        | 07.03.2020   | 9.03.2020           | 7.04.2020        | 29                       | (1509) + 468          |                       |                |              |
| 22             | Последняя миссия первой фазы контракта Commercial Resupply Services и последний запуск корабля первого поколения, дальнейшие миссии в рамках второй фазы программы будут выполняться кораблями Dragon 2. Третий полёт для возвращаемой капсулы корабля, которая ранее использовалась для миссий CRS-10 и CRS-16 в феврале 2017 и декабре 2018 года, соответственно. |                      |              |                     |                  |                          |                       |                       |                |              |

## Dragon 2
29 мая 2014 года компания представила новый пилотируемый и грузовой многоразовый космический корабль Dragon 2, который позволяет экипажу не только добираться до МКС, но возвращаться на Землю с полным контролем процедуры приземления. Планировалось, что в капсуле Dragon 2 одновременно смогут находиться семь космонавтов. В отличие от Dragon, он способен стыковаться с МКС самостоятельно, без использования манипулятора станции. Главными отличиями, заявленными на тот момент, были следующие: управляемая посадка на двигателях SuperDraco (парашютная схема в качестве резерва), опоры для мягкой посадки и салон с креслами для астронавтов и панелью управления. Также было заявлено, что спускаемая капсула будет многоразовой. В дальнейшем, от посадки капсулы на двигателях отказались, отдав предпочтение спуску на парашютах.
Первый беспилотный полёт состоялся в марте 2019 года. Полет был полностью успешным. Первый пилотируемый запуск состоялся 30 мая 2020 года.

## Марсианская миссия «Red Dragon»
В июле 2011 года стало известно, что Исследовательский центр имени Эймса разрабатывает концепцию марсианской исследовательской миссии Red Dragon с использованием носителя Falcon Heavy и капсулы SpaceX Dragon.
Капсула должна войти в атмосферу и стать платформой для исследовательских экспериментов на поверхности. Концепция была предложена как программа NASA Discovery для запуска в 2018 году и прибытие на Марс через несколько месяцев. Планировалось бурение на глубину до 1 метра в поисках льда под поверхностью. Стоимость миссии оценивалась на уровне 425 млн USD, не включая цену запуска. Предварительные расчёты показывали, что по сути неизменённая капсула имеет возможность доставки около 1000 кг полезного груза на поверхность Марса. Предполагалось, что корабль будет использовать ту же систему посадки на низкую опорную орбиту, что и пилотируемые версии. В 2017 году было объявлено о прекращении работ над проектом с целью сосредоточить ресурсы на разработке тяжелого носителя BFR.

## Фотогалерея

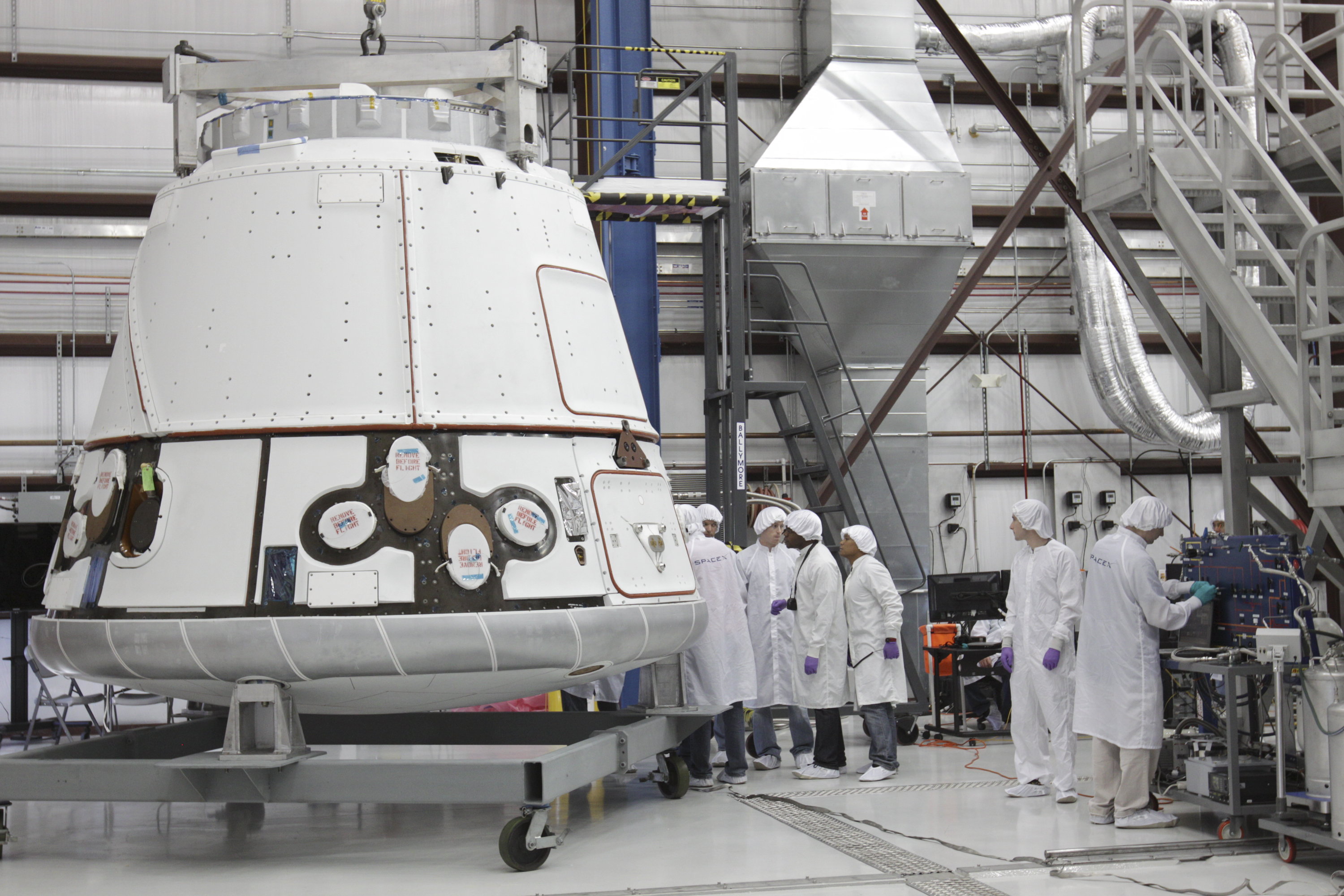
Капсула Dragon в сборочном цехе
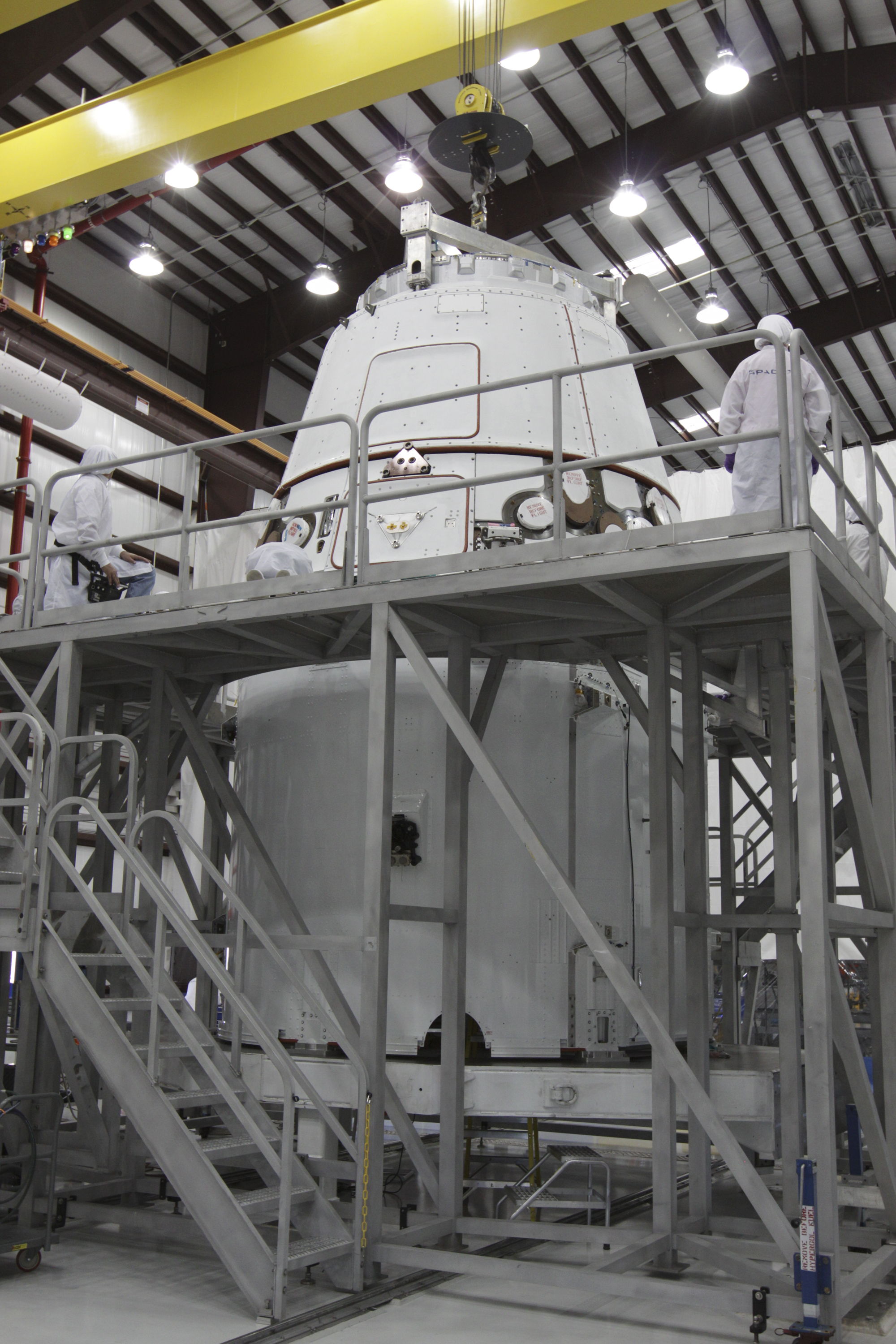
Корабль Dragon в сборочном цехе
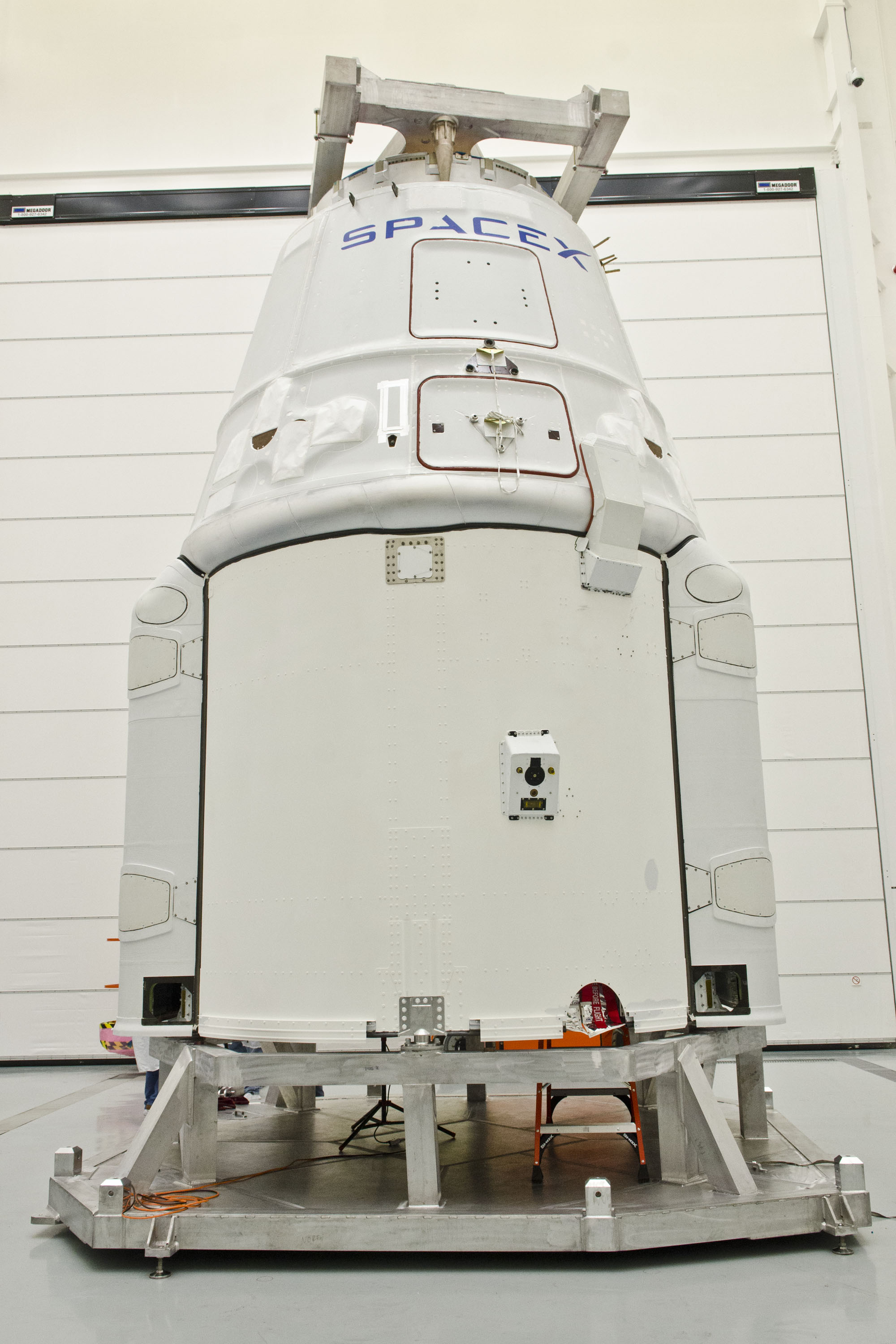
Корабль в ангаре комплекса SLC-40
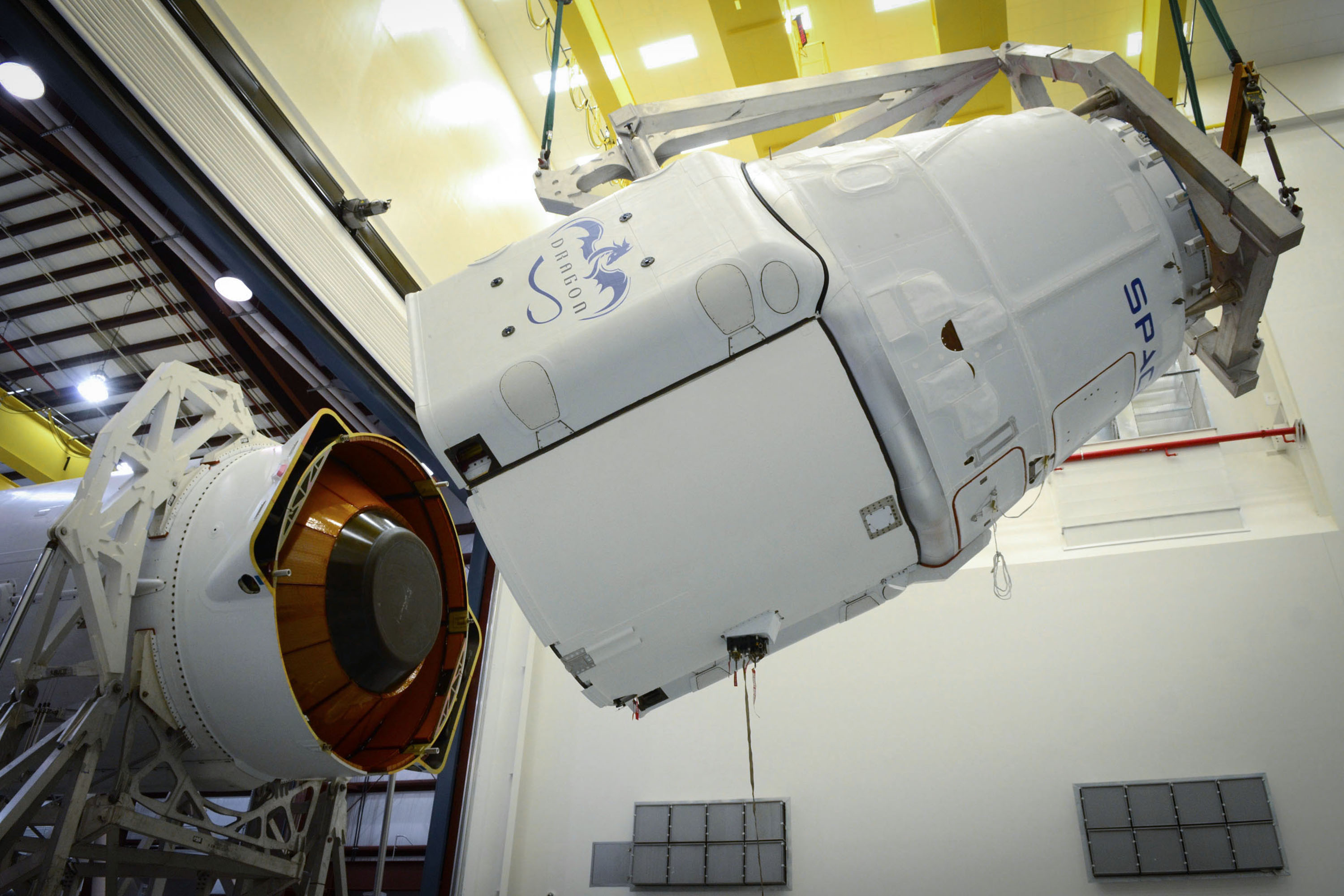
Dragon в процессе монтажа на ракету-носитель
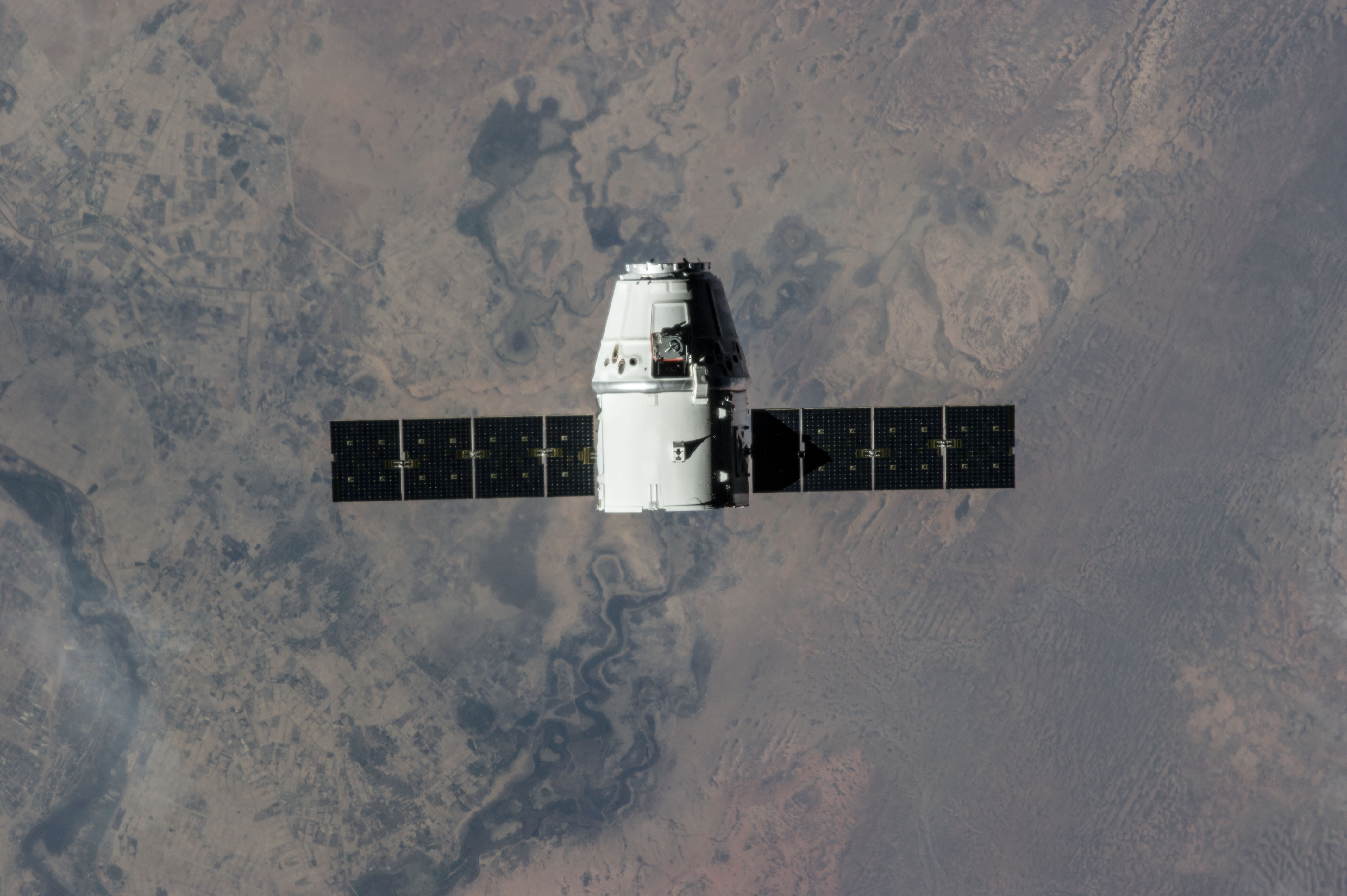
Корабль приближается к станции
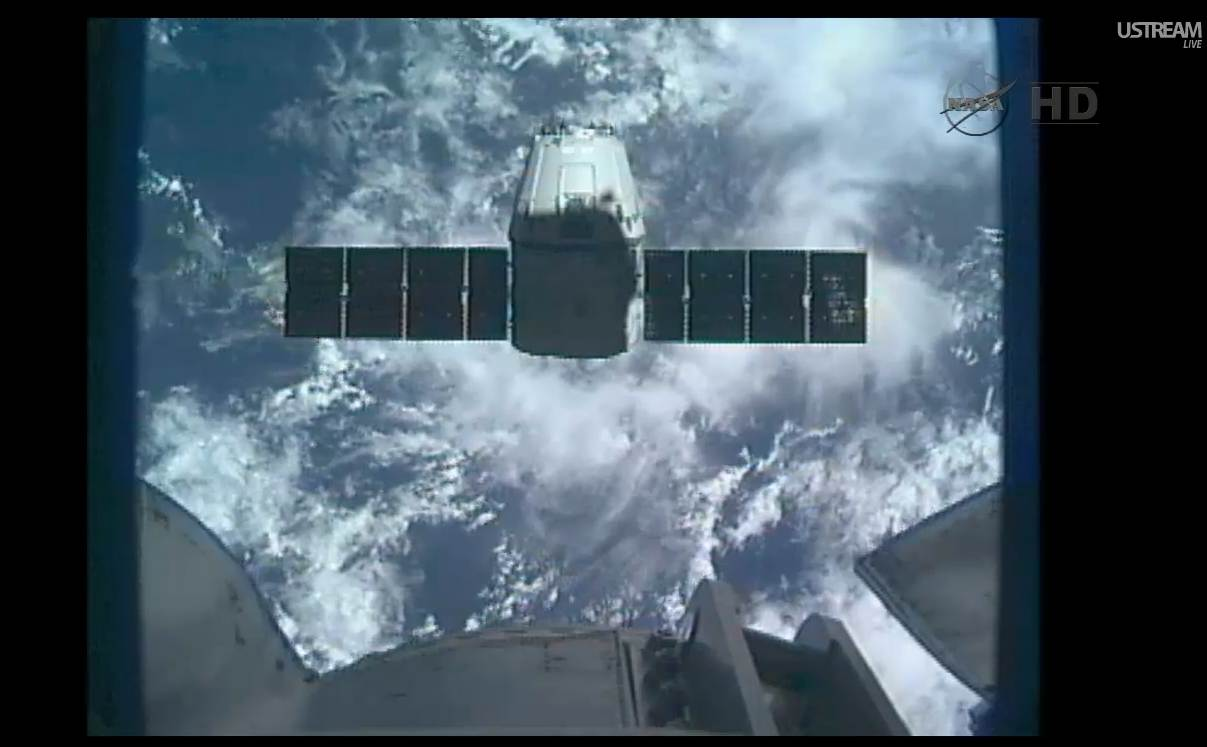
Dragon приближается к МКС на расстояние 30 м
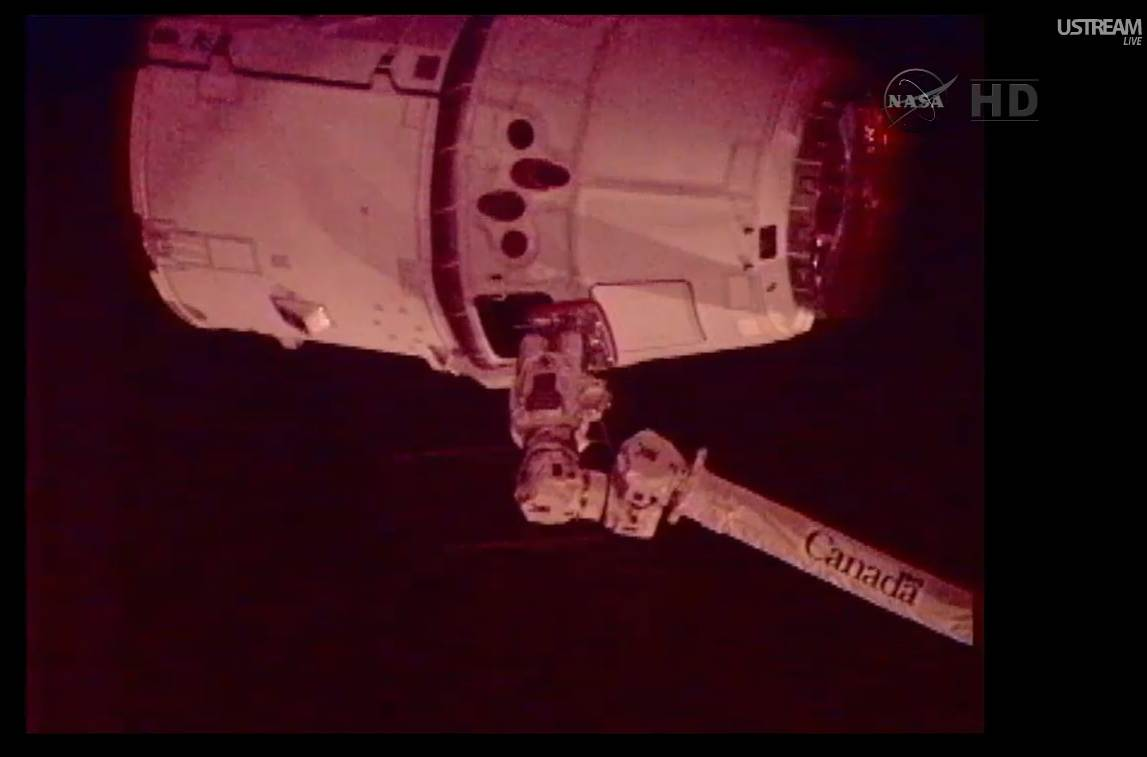
Dragon в момент захвата его роботизированной рукой
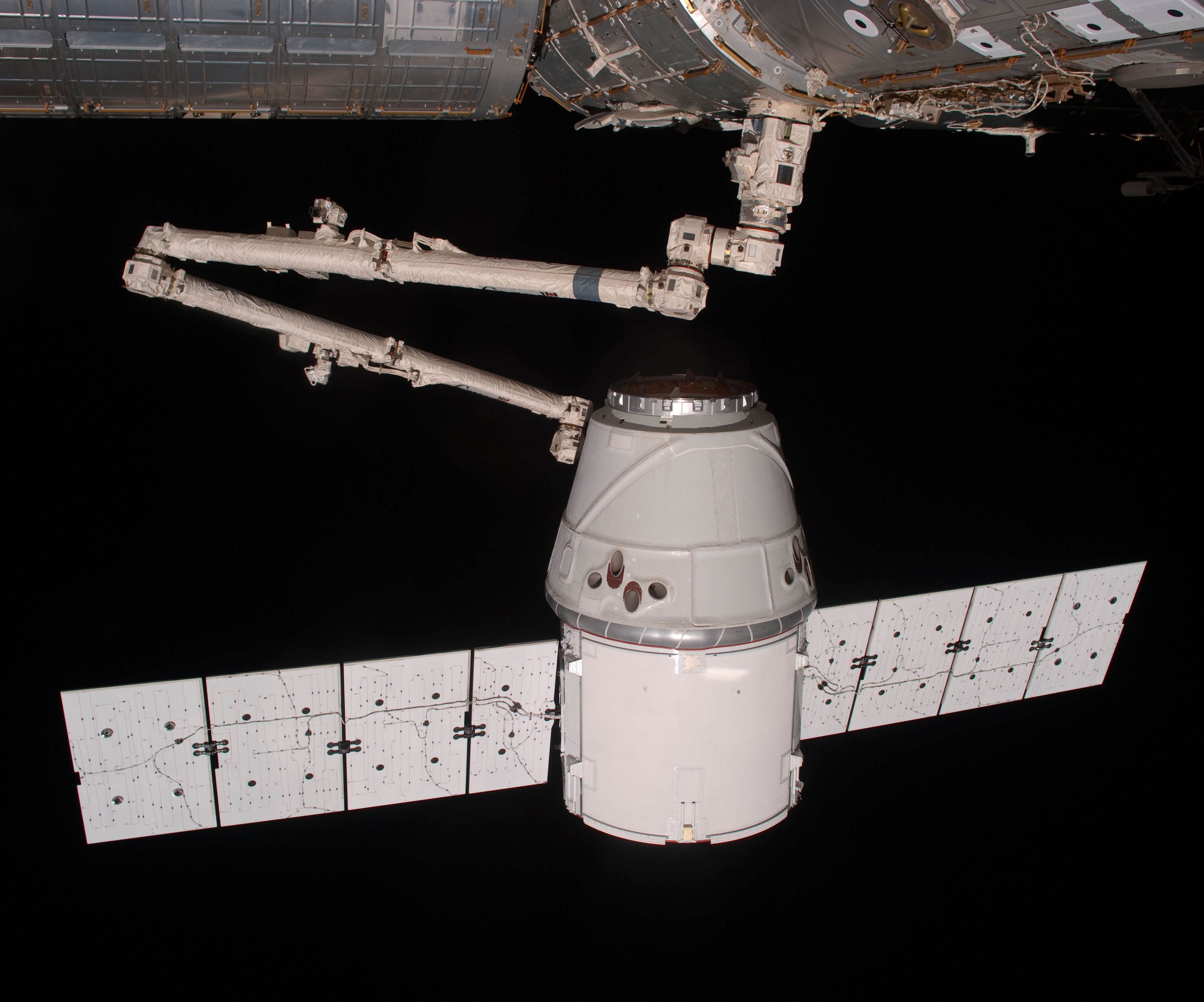
Корабль захвачен манипулятором «Канадарм2»
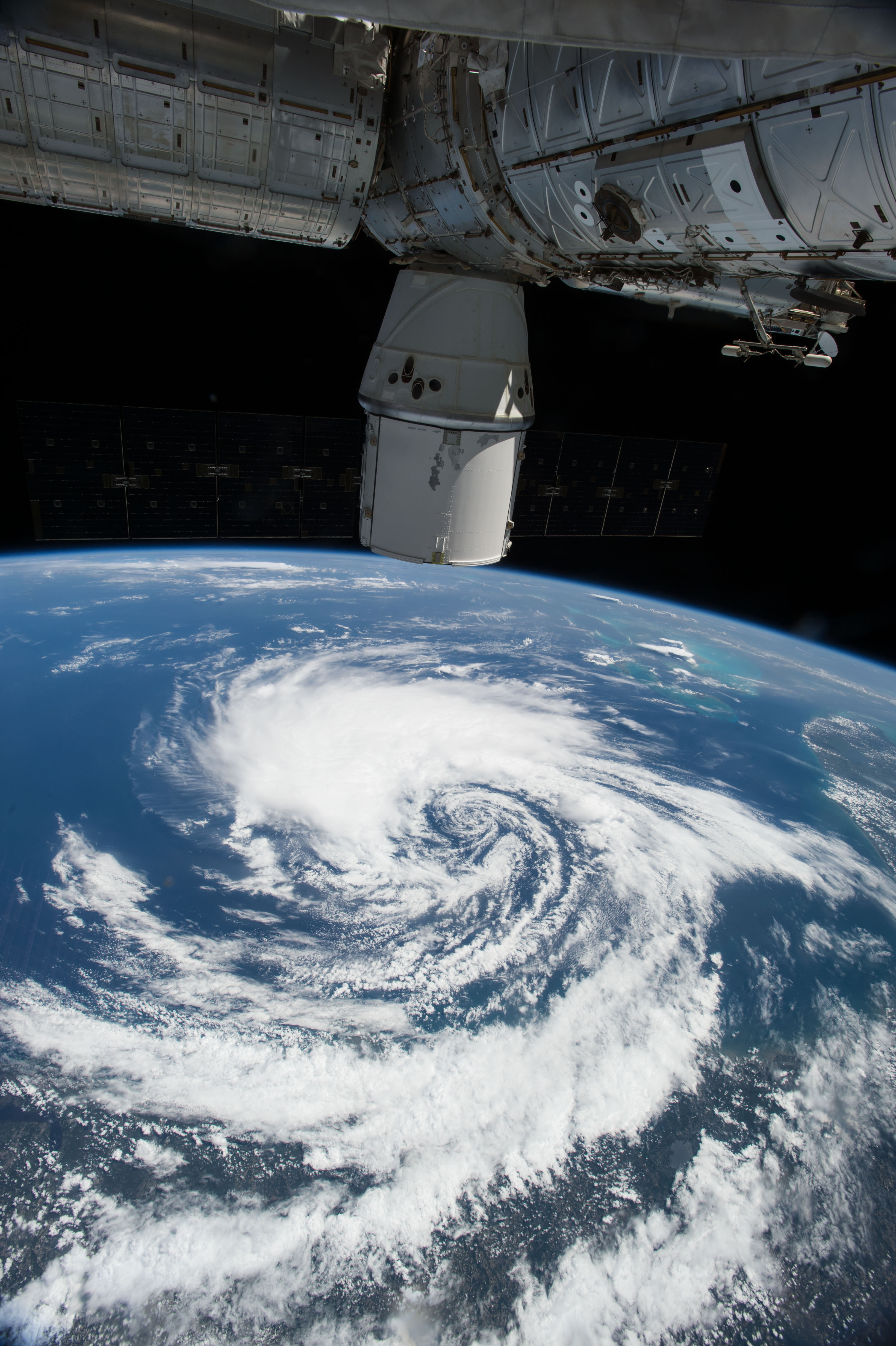
Корабль Dragon пристыкован к МКС
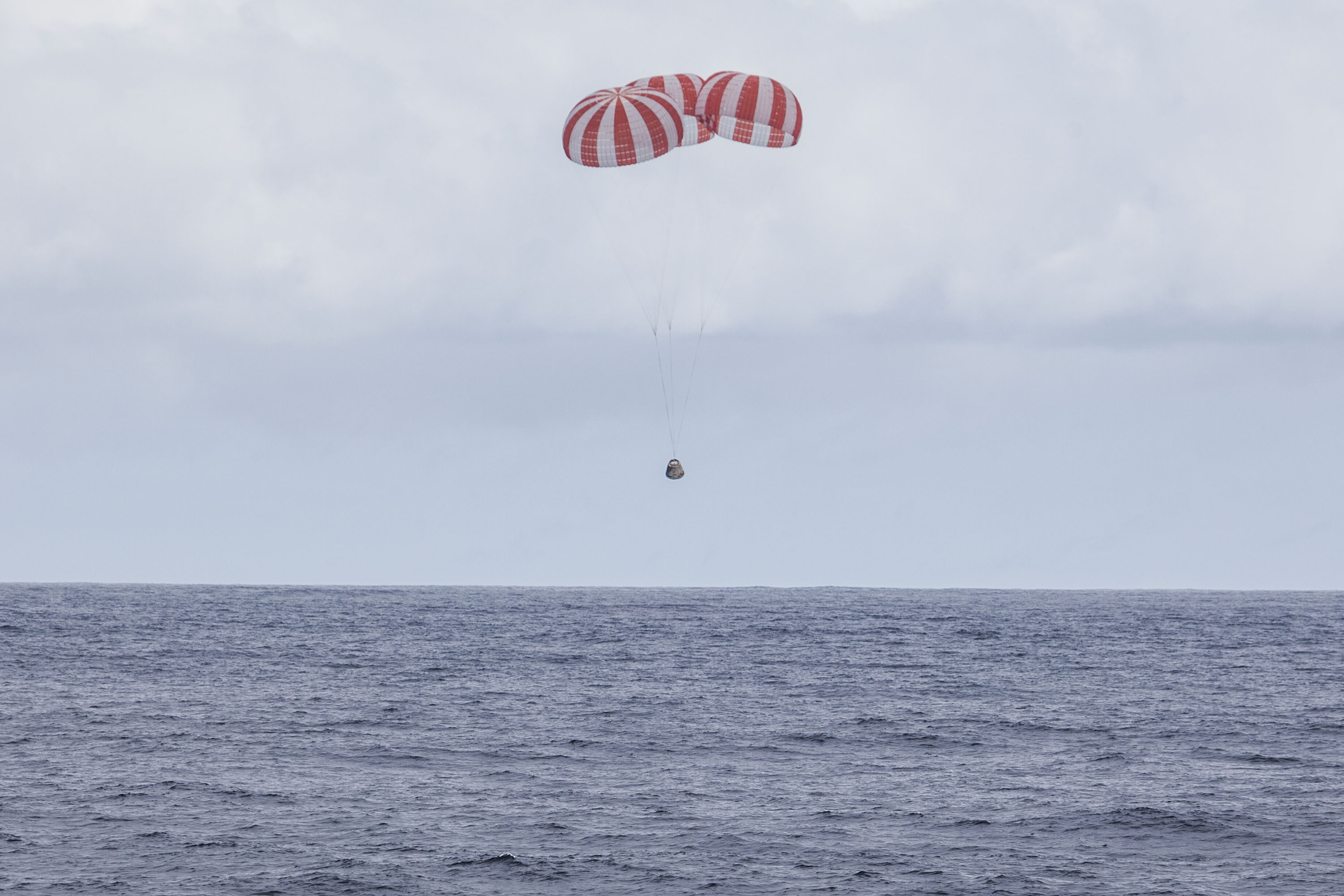
Dragon спускается в океан на парашютах
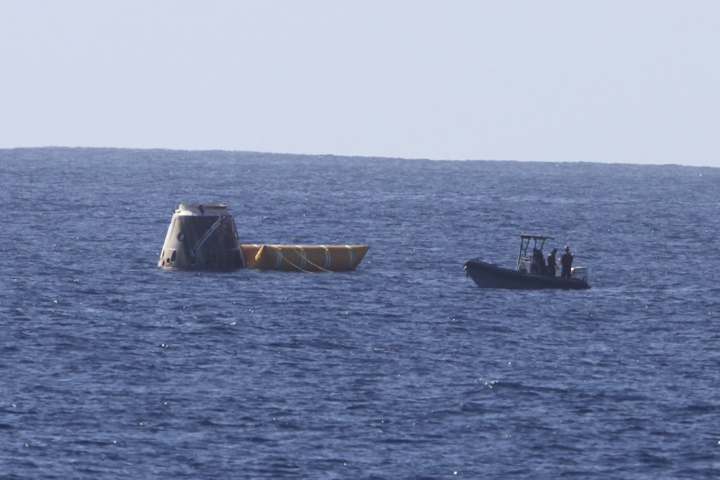
Спускаемая капсула корабля Dragon в Тихом океане после возвращения

## Сравнение с аналогичными проектами
| Сравнение характеристик беспилотных грузовых космических кораблей | Сравнение характеристик беспилотных грузовых космических кораблей                                                                          | Сравнение характеристик беспилотных грузовых космических кораблей | Сравнение характеристик беспилотных грузовых космических кораблей | Сравнение характеристик беспилотных грузовых космических кораблей                                                                       |
| Название                                                          | ТКС | ATV                                                               | HTV                                                               | Dragon |
| Разработчик                                                       | ОКБ-52 | ЕКА                                                               | JAXA                                                              | SpaceX |
| ----------------------------------------------------------------- | --- | ----------------------------------------------------------------- | ----------------------------------------------------------------- | --- |
| Внешний вид                                                       | |                                                                   |                                                                   | |
| Первый полёт                                                      | 15 декабря 1976 | 9 марта 2008                                                      | 10 сентября 2009                                                  | 8 декабря 2010 |
| Последний полёт                                                   | 27 сентября 1985 | 29 июля 2014                                                      | 20 мая 2020                                                       | 7 марта 2020 |
| Всего полётов (неудачных)                                         | 8 | 5                                                                 | 9                                                                 | 22 (1 из-за ракеты-носителя) |
| Габариты                                                          | 13,2 м длина 4,1 м ширина 49,88 м³ объём                                                                                                   | 10,7 м длина 4,5 м ширина 48 м³ объём                             | 10 м длина 4,4 м ширина 14 м³ объём (герметичный)                 | 7,2 м длина 3,66 м ширина 11 м³ объём (герметичный), 14—34 м³ объём (не герметичный)                                                    |
| Многоразовость                                                    | да, частичная | нет                                                               | нет                                                               | да, частичная |
| Масса, кг                                                         | 21 620 кг (стартовая) | 20 700 кг (стартовая)                                             | 10 500 кг (сухая) 16 500 кг (стартовая)                           | 4200 кг (сухая) 7100 кг (стартовая) |
| Полезная нагрузка, кг                                             | 5200 кг | 7670 кг                                                           | 6200 кг                                                           | 3310 кг |
| Возвращение груза, кг                                             | 500 кг | утилизация / до 6500 кг                                           | утилизация                                                        | до 2500 кг |
| Время полёта в составе ОС                                         | до 90 суток | до 190 суток                                                      | до 30 суток                                                       | — |
| Время полёта до стыковки                                          | до 4 суток | —                                                                 | до 4,5 суток                                                      | — |
| Ракета-носитель                                                   | Протон-K | Ариан-5 ES                                                        | H-IIB                                                             | Falcon 9 |
| Описание                                                          | В виде автоматического грузового корабля стыковался к орбитальным станциям «Салют». Первоначально разрабатывался как пилотируемый корабль. | Использовался для снабжения МКС, корректировки орбиты МКС.        | Использовался для снабжения МКС.                                  | Частный частично многоразовый космический корабль, в рамках программы COTS, предназначенный для доставки и возвращения полезного груза. |